# 船蛆

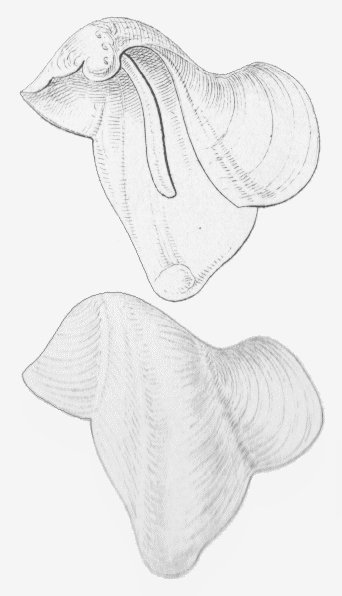
船蛆极度简化和改变的贝壳。中部的长条是骨突。上图是右贝内视图，下图是左贝外视图

船蛆，又名凿船虫、船食蟲，是一種鹹水蛤，是雙殼綱的一種海洋動物，屬於海螂目蛀船蛤科蛀船蛤屬。與該科的其他種一樣，這種雙殼類動物也被稱為蛀船虫，因為它的身体非常延长，很像蠕蟲，在前端有帶有兩個瓣膜的小殼，它们只覆盖蛤软体的最前端，被用来钻木头。船蛆可以在相当广的鹽度（百分比7到39之间）下生存，它们可以用副钙质小板盖住它们钻的洞，以此甚至可以短时间里在淡水中存活下来。它们同样可以在相当广的温度范围内存活（设施0到30°之间）。

## 特征
船蛆的两枚貝殼同样大，大约为半圆形，它们最大只有1厘米长和1厘米高。总的来说它可以分三部分：一个小的三角形的前部，一个高大的歪卵形和膨胀的中部和一个小些半圆形的后部。它们仅覆盖软体的最前部分。三角形的小前端位于中部的上方，两者之间有一个角。这个尖顶由与其边缘平行的辐射状微曲板条组成，上面有尖刺。中脊位于贝壳前部的背侧。贝壳中部与边缘平行的板条不明显，后部同样不明显。从中脊向下有一几乎垂直的细小的沟，它一直延申到贝壳中部腹缘。半圆形的贝壳后部斜接在中部中，但是不超过中脊。贝壳没有韧带，也没有关闭贝壳的机构。软体的肌肉直接连接在贝壳的突出上：后面的大关肌连在贝壳的后部，小关肌插在中脊前。两枚贝壳在腹背边缘通过关节相连。船蛆的软体可以长达50厘米长，一般直径不到1厘米，一般长度也只有20到30厘米长。
霰石般的贝壳呈白色，由三层组成：外层由棱柱晶体组成，中层由由交叉板条组成，内层由复杂的交叉板条组成。外殼膜淡棕色。
除两扇贝壳外船蛆还沿身体分泌出约直径1厘米的碳酸钙管作为自己的住所，它在船蛆导致的空管筑一层壁。
软体的后侧位于洞的开口，在那里软体过渡为两根长的，可以收缩的虹管。这两根虹管的作用是呼吸、捕获浮游生物、排泄新陈代谢废物、接纳精子以及释放幼虫。虹管的根部有两块盖板，每块盖板有一个柄和一块盖子。柄朝向洞。虹管被收入洞穴后这两枚盖板可以把洞像一个锥体一样盖住。

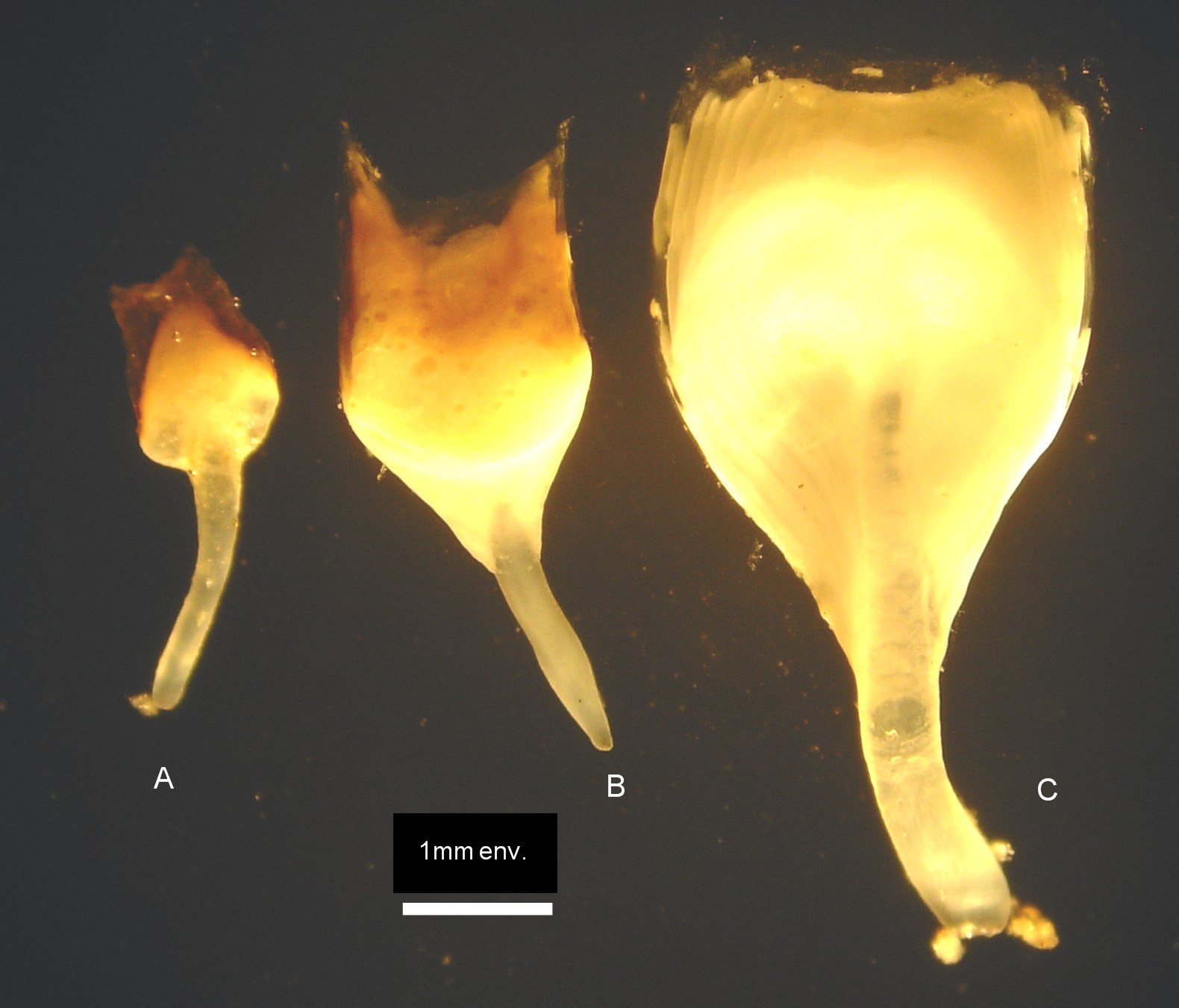
三种不同船蛆的盖板：A：Lyrodus pedicellatus，B：船蛆，C：Nototeredo norvagica。尤其清楚可见的是它们没有钙化的顶部，逐渐过渡到钙化的部分

盖板约6毫米长，其中三分之二是盖板，三分之一是柄。宽度约为长度的三分之一。盖板稍稍拱起，凹面朝向虹管。这也是盖板的内面，拱起的那一面是外面。盖板上部向外弯。最前部一般没有钙化，而是由有机的外殼膜组成，因此外缘被磨掉或者死去后有机的外殼膜被分解的个体的盖子有一道缝。

## 分佈及棲息地
船蛆在全世界生活在热带到温带地区。由于早期木船交通把它们带到全世界各地，船蛆本来的分布地区无法重新考证。在所有有浮木的浅水中都有船蛆：比如在木船的船壁里，在木桥、木制的港口、码头设施和繫船柱里，在漂流木以及躺在水里的树桩里等等。
在东亚和东南亚本物種分佈於南韓、中國大陸、台灣及南中國海，常栖息在温带及热带，尤以温带数量最多。

## 生活方式
船蛆对盐度和温度大范围的容忍是非常特殊的。它可以在半咸水中生活，也可以在盐度仅仅7‰的水里成活，它也可以在结冰点上生存下来。比如在盐度比较低的波罗的海它沿德国海岸悄悄蔓延，从1993年在多处达到非常高的数量。似乎这些船蛆也在不断适应低盐度的水，在波罗的海东部盐度更加低的地方它们也开始有蔓延。
船蛆把虹管收入洞里后可以用两块小盖板把洞盖住，这样它们可以在船上在淡水里存活数周。
船蛆大量侵蚀会对海里的桥梁、栈桥、港口、堤坝和木船导致巨大破坏。从外部船蛆的入侵很难被注意到，因为在水里的洞非常小，只有两个伸入水中的呼吸虹管是可见的迹象。它们导致的破坏往往在木头断裂了才能看到。今天一般通过使用在木头表面涂加金属或塑料来保护木头。

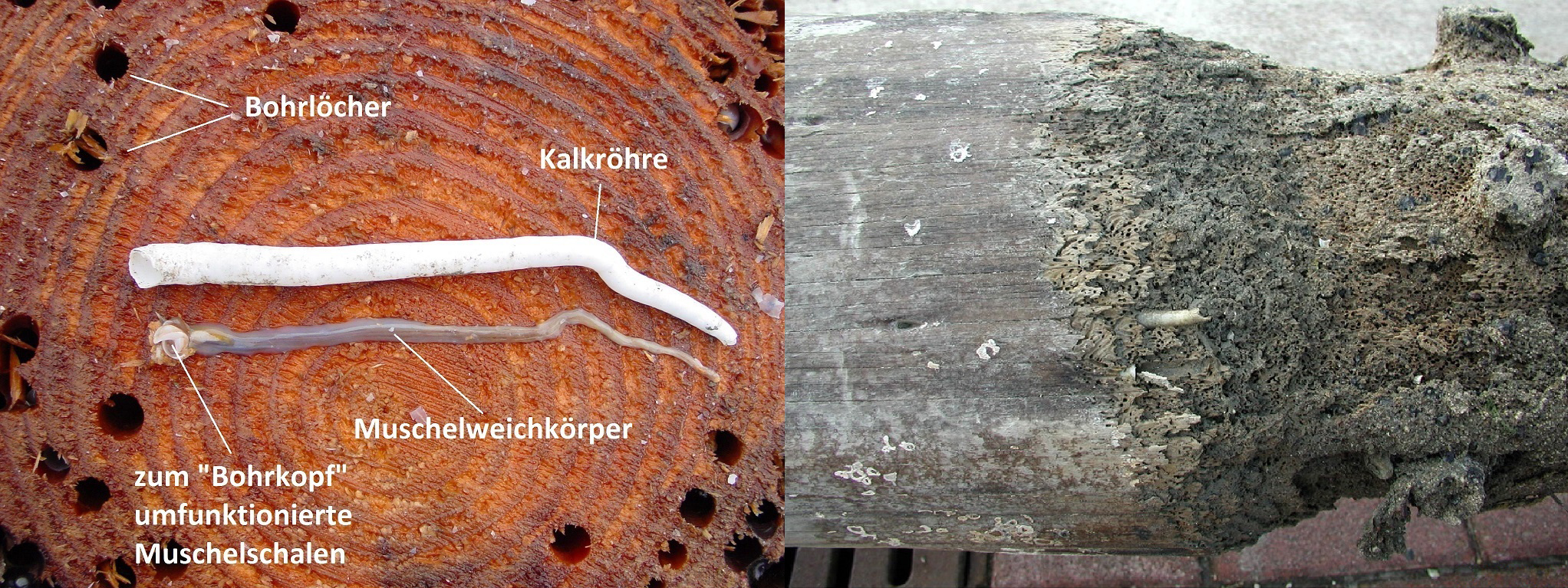
船蛆洞的钙化表面（左上），船蛆（左下）和船蛆在一根繫船柱上导致的破坏（右）

## 繁殖

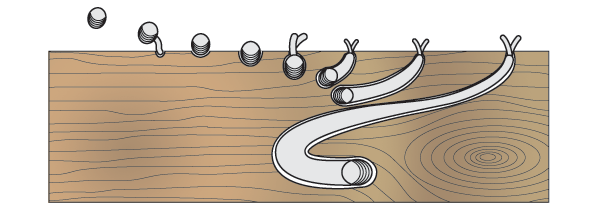
船蛆钻进一块木头

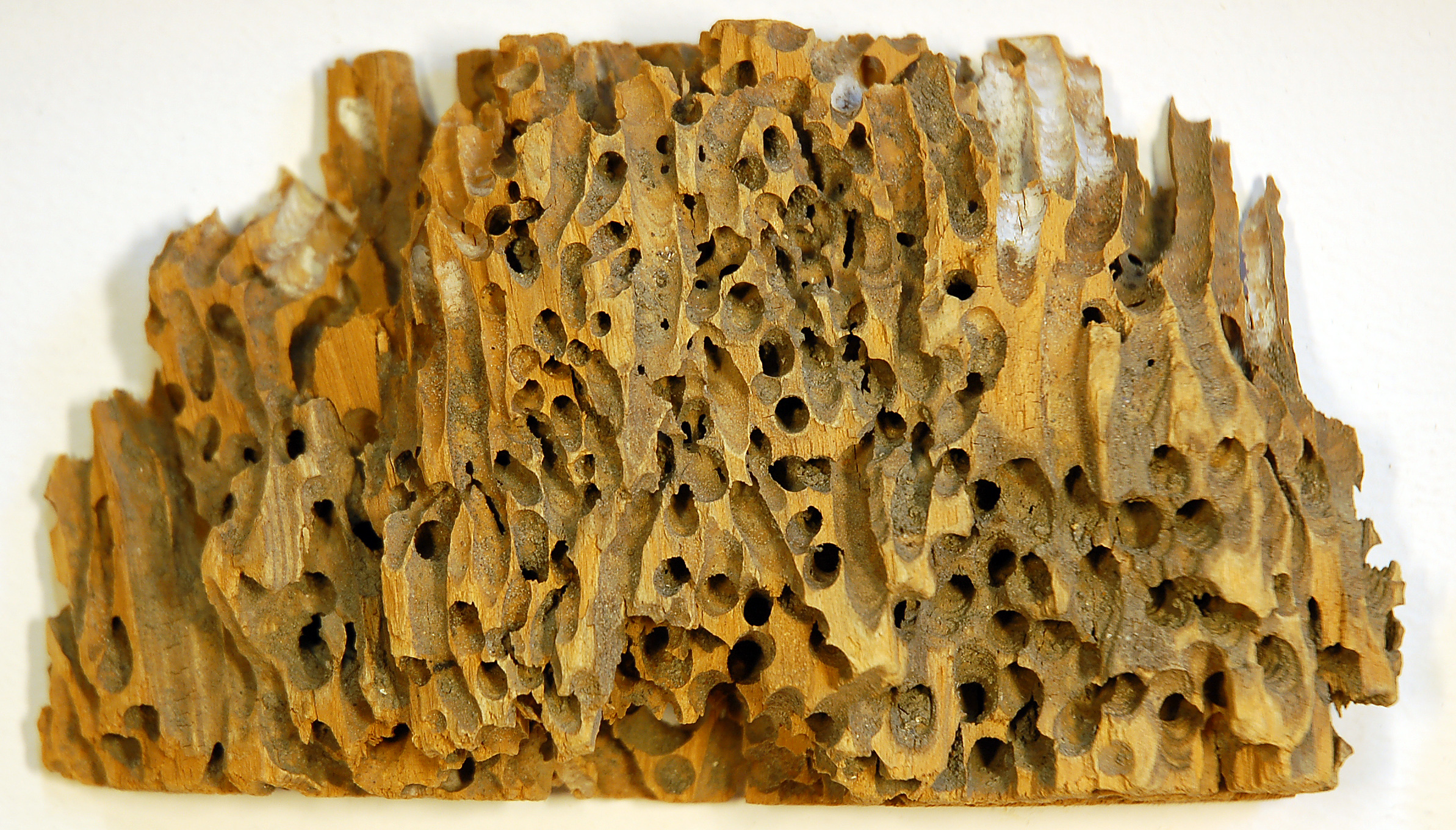
一块木桩里的损坏

船蛆是一种雄性先熟的雌雄同体生物，它可以多次改变性别。幼虫需要60天性成熟，它们首先是雄性。在此后数周里它继续长大体重提高，然后转换为雌性。每只船蛆可以每年生产100到500万枚卵。船蛆雌体保存这些卵，它们与飘入的精子受精。似乎在雄性期间精子也被储存，因此会出现自我受精的情况。幼虫最早的14天寄居在母虫的鳃里。此后幼虫脱离母体，带有一个D状的贝壳在水里浮游1到3周。随后它通过一个纤丝的帮助把自己粘到一块木头上，使用它的两扇贝壳它开始钻木头。这是这两块贝壳仅有的作用。在约60天内它性成熟，同时不断继续向木头里钻。从仅仅数毫米宽的出口只伸出两根细小的虹管。两块盖板可以把出口密封住。船蛆钻的洞洞壁上覆盖一层碳酸钙作为它们的居住洞穴，它们此后就终生住在里面。船蛆的寿命在两三年间。
船蛆可以使用纤维素酶和葡糖苷酶把它们钻下的木屑里的纤维素转换为糖，转换率近80%。这些酶不是船蛆自己生产的，而是生活在它们的肠道里的共生细菌生产的。除此之外它们还可以通过消化呼吸时被吸入的浮游生物获得营养。

## 历史
在古代就已经有船蛆破坏船的记录。一开始人们给船加上更多木板作为牺牲木板。古埃及人给船涂保护层，中国人在两层木板之间夹一层可以抵挡船蛆的羊皮革。罗马人试图在他们槳帆船水下的部分装金属的外壳，后来他们发现含有金属的涂色（锡和铜）有毒，可以用来防船蛆。克里斯托弗·哥伦布在他的船长日志中记录他的整个舰队多多少少出于未知原因在他的船员脚下散开。他的4次旅行中共损失9条船。1731年船蛆在荷蘭共和國导致堤坝的防水门腐烂，结果被一场风暴潮摧毁。1919年到1921年间船蛆在旧金山海湾木头碼頭上导致的破坏高达9亿美元。

## 分类
1758年卡尔·林奈首次描述船蛆这个物种。林奈还以为船蛆是一种蠕虫。船蛆是蛀船蛤属的标本物种。

## 书籍
- Ruth D. Turner：《A Survey and Illustrated Catalogue of the Teredinidae》。哈佛大学，剑桥，1966，（biodiversitylibrary.org）